# Dorífor (llibert)
Dorífor (en grec Δορυφόρος, Doryphoros) fou un llibert i favorit de l'emperador Neró que el va tenir com a secretari i amant. L'any 63 l'emperador el va fer enverinar per haver-se oposat al seu matrimoni amb Poppea Sabina (Tàcit, Annals 14.65; Dió Cassi).